# Rutenbergia borbonica
Rutenbergia borbonica là một loài rêu trong họ Rutenbergiaceae. Loài này được Besch. mô tả khoa học đầu tiên năm 1880.